# Adventure Game Studio
Adventure Game Studio (AGS), és un programa desenvolupat pel programador britànic Chris Jones la funció del qual és la creació d'aventures gràfiques per a videojocs. Cèlebre estil de jocs, entre els quals es pot citar la saga de Monkey Island, o la saga de Leisure Suit Larry d'entre molts altres.

## Programa
El programa conté una interfície gràfica des de la qual podem crear l'aventura gràfica sense cap mena de coneixement de programació, encara que per als usuaris més experimentats inclou un editor basat en scripting per a programar dintre del joc. El programa malgrat haver-se traduït en castellà en el passat per un grup d'informàtics amateur anomenats PsycoWorm, es distribueix en versió anglesa de franc. A partir d'AGS 2.7 té un script basat en objecte, la qual cosa ho fa molt més fàcil de memoritzar i entendre. Això vol dir que els comandos estan dividits segons l'objecte al que es dirigeixen, per exemple personatges, inventaris, ratolí, etc. Les limitacions del programa són molt poques quan es comença a entendre l'script, fins i tot es poden fer jocs d'altres estils, com rpg o arcade. L'únic desavantatge que té és que, en comparació dels seus competidors (per exemple Wintermute), fa jocs que ocupen més recursos del raonable. No obstant això per a les computadores d'avui dia (no d'última generació sinó les quals més comunament es tenen en les llars) els jocs funcionen sense problemes.